# Wouter Nijhoff (1895-1977)
Wouter Nijhoff (Amsterdam, 21 juli 1895 – Den Haag, 1 mei 1977) was een Nederlandse boekhandelaar en uitgever. Ter onderscheid met zijn gelijknamige oom Wouter Nijhoff werd hij ook wel Wouter Nijhoff Pzn. (Pauluszoon) genoemd.
Nijhoff was de zoon van de boekhandelaar Paulus Nijhoff (niet te verwarren met diens oom, die ook Paulus Nijhoff heette) en van Georgine Louise Funke. Hij was een kleinzoon van de Haagse uitgever Martinus Nijhoff. In 1917 trad hij in dienst bij het door zijn grootvader opgerichte bedrijf, waar zijn oom Wouter Nijhoff (1866-1947) toen directeur was.
In 1927 trad hij toe tot de directie van het bedrijf en in 1951 werd hij benoemd tot president-directeur. Onder zijn leiding werd het bedrijf aan de Lange Voorhout in Den Haag verder uitgebreid. Op het moment van het honderdjarig bestaan in 1953 werkten er 125 werknemers bij het bedrijf. Nijhoff wist het internationale karakter van het bedrijf te verstevigen onder meer door als agentschap te fungeren voor de uitgaven van de Verenigde Naties, UNESCO, de Wereldgezondheidsorganisatie, het Internationaal Atoomenergieagentschap en de Voedsel- en Landbouworganisatie van de Verenigde Naties.
Nijhoff was lid van de Maatschappij der Nederlandse Letterkunde, bestuurslid van de Nederlandse Uitgeversbond en secretaris van het De Ruyterfonds. Hij werd bij het honderdjarig bestaan van de uitgeverij in januari 1953 benoemd tot officier in de Orde van Oranje-Nassau.
Nijhoff is driemaal getrouwd geweest. Zijn eerste huwelijk (Amsterdam, 28 oktober 1919) met Tuja Annie Bunge en zijn tweede huwelijk (Den Haag, 22 januari 1929) met Hedwig Selldorff werden door scheiding ontbonden. Selldorff verzorgde de tekst bij het door zijn oom Wouter in de periode 1931 tot 1939 gemaakte Nederlandsche Houtsneden: 1500-1550. Hij trouwde voor de derde maal op 14 juni 1932 met Sylvia Stockard. Nijhoff overleed in mei 1977 op 81-jarige leeftijd in zijn woonplaats Den Haag.